# Oguta-See
Der Oguta-See ist der größte natürliche Binnensee im nigerianischen Bundesstaat Imo.

## Lage
Der Oguta-See, der zweitgrößte natürliche See im Süden Nigerias, wird von der lokalen Bevölkerung auch Ogbuide oder Uhamiri genannt. Er liegt im Norden des Nigerdeltas und ist seit 2008 ein Teil des 572,26 Hektar großen Schutzgebietes von internationaler Bedeutung, gemäß der Ramsar-Konvention, und hat eine jahreszeitlich abhängige Größe. Seine größte Ausdehnung von ca. drei Quadratkilometern erreicht er während der Flutsaison des Nigers; in dieser Zeit hat er eine Küstenlänge von zehn Kilometern. Der Oguta-See hat ein verhältnismäßig großes touristisches Potential im ansonsten von der Ölförderung dominierten Nigerdelta. Es kommen etwa 17.000 Touristen jährlich an den See.
Zu den Besonderheiten gehört die Mündung des Sees in den Fluss Urashi (auch Ulashi oder Orashi genannt) im Westen. Das braune Wasser des Urashi und das leuchtend blaue des Sees vermischen sich lange nicht. Am Ostufer liegt die Stadt Oguta. Der See wurde während des Biafra-Krieges 1967–1970 von Booten der Marine Biafras militärisch genutzt.
An die Zeiten des Bürgerkrieges erinnert am Clubhaus des Golfplatzes das Wrack eines nigerianischen Kanonenbootes. Ein Bunker des biafrischen Warlords Chukwuemeka Odumegwu Ojukwu ist dort ebenso zu besichtigen.

## Nutzung
Zur touristischen Infrastruktur gehören ein vom früheren Regierungsmitglied Ukpabi Asika begründetes Dreisterne-Motel und ein Golfplatz nach internationalem Regelwerk.
Der frühere Gouverneur des Staates, Ikedi Ohakim, bemühte sich bereits um einen Ausbau als Touristenzentrum unter dem Namen Oguta Wonderlake, nach dessen Abwahl benannte sein Nachfolger Rochas Okorocha den See in Blue Lake of Treasure um. Zu Kontroversen führte unter anderem eine Kreditaufnahme für diese touristische Erschließung, die Eröffnungsfeier des renovierten Motels und des Golfplatzes habe nach Zeitungsberichten einen Großteil der Finanzmittel aufgezehrt.
Umweltprobleme sind unter anderem die zunehmende Verschmutzung durch ungeklärte Siedlungsabwässer wie die Versandung durch Erosion. Das Umfeld wurde schon zu Zeiten der United Africa Company (UAC) für die Palmölproduktion in großflächigen Plantagen genutzt. Die früheren Piers der UAC sind nach wie vor erhalten. Die ursprünglichen tropischen Wälder sind weitgehend abgeholzt beziehungsweise aufgrund der Brandrodungsnutzung in nicht besonders gutem Zustand. Die religiöse Verehrung des Sees gilt mit als Ansatzpunkt für verstärkte Umweltschutzmaßnahmen.

## Ökologie
Der See gilt als eines der artenreichsten Binnengewässer Nigerias. Es kommen ca. 258 Arten Phytoplankton aus 107 Gattungen vor. An Fischen kommen im See ca. 40 Arten vor, unter anderem aus den Gattungen Chrysichthys, Lates, Alestes, Tilapia, Citharinus, Mormyrus, Synodontis und Schilbe. In den umliegenden, südlich gelegenen Gebieten des Sees befindet sich ein ausgedehnter tropischer Regenwald. Südwestlich des Sees liegt in den Regenwaldgebieten ein wichtiges Habitat der vom Aussterben bedrohte Nigeria-Blaumaulmeerkatze (Cercopithecus sclateri).

## Literarische Rezeption
Die Autorin Flora Nwapa (1931–1993) beschrieb den See in ihrem 1966 erschienenen Roman Efuru. Sie thematisiert dabei die Mutter und Seegöttin Ogbuide (im Roman Uhamiri).